# 莫迪足球會
莫迪足球會（挪威語發音：[ˈmɔ̂ɫdə] ⓘ）是一間位於挪威莫爾德的足球會，於1911年6月19日成立，起初名爲國際（International），1915年起改爲現名。
莫爾德的主場位於Aker球場（1998年開幕），球场最大容量为11800人。该球场是当地商人谢尔·英格·罗克和比约恩·鲁内·吉尔斯滕赠予俱乐部的礼物。此前俱乐部主场是莫尔德足球公园，最高上座人数为14,615人。谢尔·英格·罗克還是莫迪的投資者，他每年平均投資1億至1.5億挪威克朗。前挪威總理邦德維克也是莫迪的支持者。
莫迪在1999年首次參與歐洲冠軍聯賽，最終以1勝5負的成績出局。

## 榮譽
- 挪威足球超級聯賽
  - 冠軍 (5)：2011, 2012, 2014, 2019, 2022
  - 亞軍 (7)：1974, 1987, 1995, 1998, 1999, 2002, 2009

- 挪威盃
  - 冠軍 (6)：1994, 2005, 2013, 2014, 2021, 2023
  - 亞軍 (2)：1982, 1989, 2009

## 外部連結
- 官方網站 （页面存档备份，存于）
- MFKWeb - 獨立球迷網站 （页面存档备份，存于）
- Tornekrattet 獨立球迷網站 （页面存档备份，存于）(先前是官方球迷網站)